# Lithostege bosporaria
Lithostege bosporaria är en fjärilsart som beskrevs av Herrich-Schäffer 1848. Lithostege bosporaria ingår i släktet Lithostege och familjen mätare. Inga underarter finns listade i Catalogue of Life.